# SMS Magdeburg (1911)
SMS Magdeburg – niemiecki krążownik lekki typu Magdeburg z okresu I wojny światowej. Zatonął 26 sierpnia 1914 roku po wejściu na skały u wejścia do Zatoki Fińskiej. Na wraku Rosjanie znaleźli książki szyfrów, które, udostępnione Brytyjczykom, pomogły kryptologom złamać niemieckie kody stosowane w korespondencji radiowej.

## Projekt i budowa
SMS Magdeburg był pierwszym z czterech krążowników nowego typu, stanowiących rozwinięcie wcześniejszych konstrukcji tej klasy budowanych w niemieckich stoczniach dla Kaiserliche Marine, typów Königsberg i Dresden. Stępkę pod jednostkę położono w stoczni AG Weser w Bremie w 1910 roku, wodowanie miało miejsce 13 maja 1911 roku, zaś wejście do służby 20 sierpnia 1912 roku.

## Opis konstrukcji

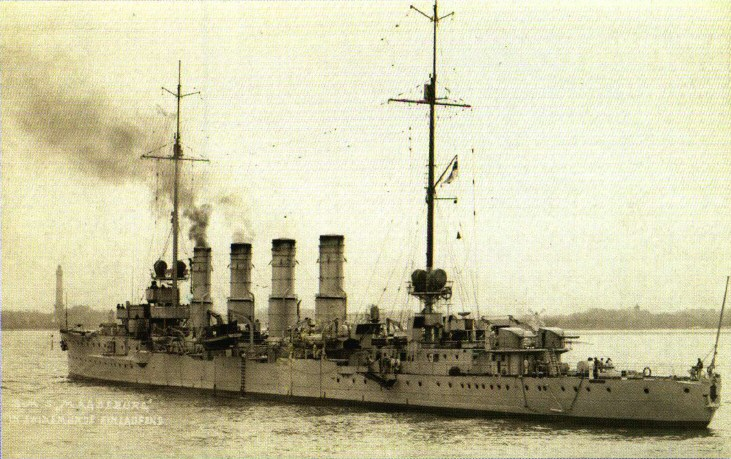
„Magdeburg” w 1912 w Swinemünde

SMS „Magdeburg” miał kadłub długości całkowitej 138,7 m, szerokości 13,4 m i średnim zanurzeniu 5,1 m. Wyporność konstrukcyjna wynosiła według projektu 4570 ton, pełna 5587 t. Napęd stanowiły 3 turbiny parowe Bergmann o łącznej mocy 29 904 KM, zasilane w parę przez 11 kotłów typu Marine. Maksymalna prędkość okrętu wynosiła 27,6 węzła. Zapas 1200 ton węgla i 106 ton paliwa płynnego pozwalał przepłynąć 5820 mil morskich z prędkością ekonomiczną 12 węzłów.
Uzbrojenie składało się z 12 pojedynczych dział kal. 105 mm i dwóch wyrzutni torpedowych kal. 500 mm. Okręt mógł przenosić do 120 min morskich.
Etatowa załoga „Magdeburga” liczyła 18 oficerów oraz 336 podoficerów i marynarzy.

## Służba
Do wybuchu wojny „Magdeburg” był wykorzystywany jako okręt szkolny dla specjalistów minerów. Pod koniec lipca 1914 roku został przebazowany na wschodni Bałtyk, gdzie wszedł w skład zespołu floty, dowodzonego przez kontradmirała Ehlera Behringa. Jego pierwszym zadaniem było, wspólne z krążownikiem SMS „Augsburg”, ostrzelanie portu w Lipawie 2 sierpnia. W dniach od 8 do 13 sierpnia działał na wodach Zatoki Ryskiej, gdzie również ostrzeliwał cele na wybrzeżu.
Rankiem 25 sierpnia 1914 roku „Magdeburg” i „Augsburg” w eskorcie kontrtorpedowców V 26 i V 186, z towarzyszącymi mniejszymi jednostkami, wypłynął w stronę Zatoki Fińskiej, gdzie krążowniki miały przeprowadzić operację skrytego minowania toru wodnego. Po całodniowym marszu zespół znalazł się w rejonie wyspy Odensholm u wejścia do Zatoki Fińskiej. W gęstej mgle płynący z prędkością około 15 węzłów „Magdeburg” wszedł po północy z 25 na 26 sierpnia na przybrzeżne skały. Próby ratowania okrętu siłami załogi nie dały żadnego rezultatu i rankiem 26 sierpnia dowódca okrętu, Korvettenkapitän (komandor podporucznik) Richard Habenicht, postanowił wysadzić go w powietrze, aby nie dopuścić do przejęcia przez Rosjan. Załoga krążownika zaczęła przechodzić na towarzyszący kontrtorpedowiec V 26.
Tymczasem rosyjscy obserwatorzy na brzegu zgłosili alarm o nierozpoznanych okrętach i z Bałtyjskiego Portu wyszły o 7.25 dwa rosyjskie krążowniki: „Pałłada” i „Bogatyr’”, które przybyły na miejsce ok. 11 czasu rosyjskiego. Zadanie odnalezienia Niemców ułatwiły im odgłosy salw artyleryjskich, ponieważ komandor Habenicht rozkazał obsługom dział przed opuszczeniem stanowisk ostrzelać znajdującą się na wyspie latarnię morską. Krążowniki rosyjskie otworzyły ogień, po czym w obliczu przewagi Rosjan, V 26 opuścił czym prędzej pole walki, pozostawiając na pokładzie „Magdeburga” grupę osób, w tym jednego z własnych oficerów i kilku marynarzy. Uchodzący niszczyciel został uszkodzony jednym pociskiem. „Magdeburg” był ostrzeliwany przez oba krążowniki i również odpowiadał ogniem, lecz tylko „Bogatyr'” został powierzchownie uszkodzony odłamkami. O 9.10 Niemcy wysadzili w powietrze założone ładunki wybuchowe. Przedwczesna eksplozja zabiła 15 marynarzy i zniszczyła część dziobową okrętu. W tym czasie też nadpłynęły dwa rosyjskie niszczyciele: „Lejtienant Burakow” i „Rjanyj” i we mgle zostały ostrzelane przez rosyjskie krążowniki, lecz bez strat. Niemiecki krążownik przestał odpowiadać ogniem i spuścił banderę. Następnie podeszły jeszcze na miejsce rosyjskie krążowniki „Rossija” i „„Oleg”. Ogółem z załogi krążownika było 17 zabitych i 75 zaginionych. Pozostałych 56 osób, w tym dowódca i pięciu oficerów, dostało się do rosyjskiej niewoli.

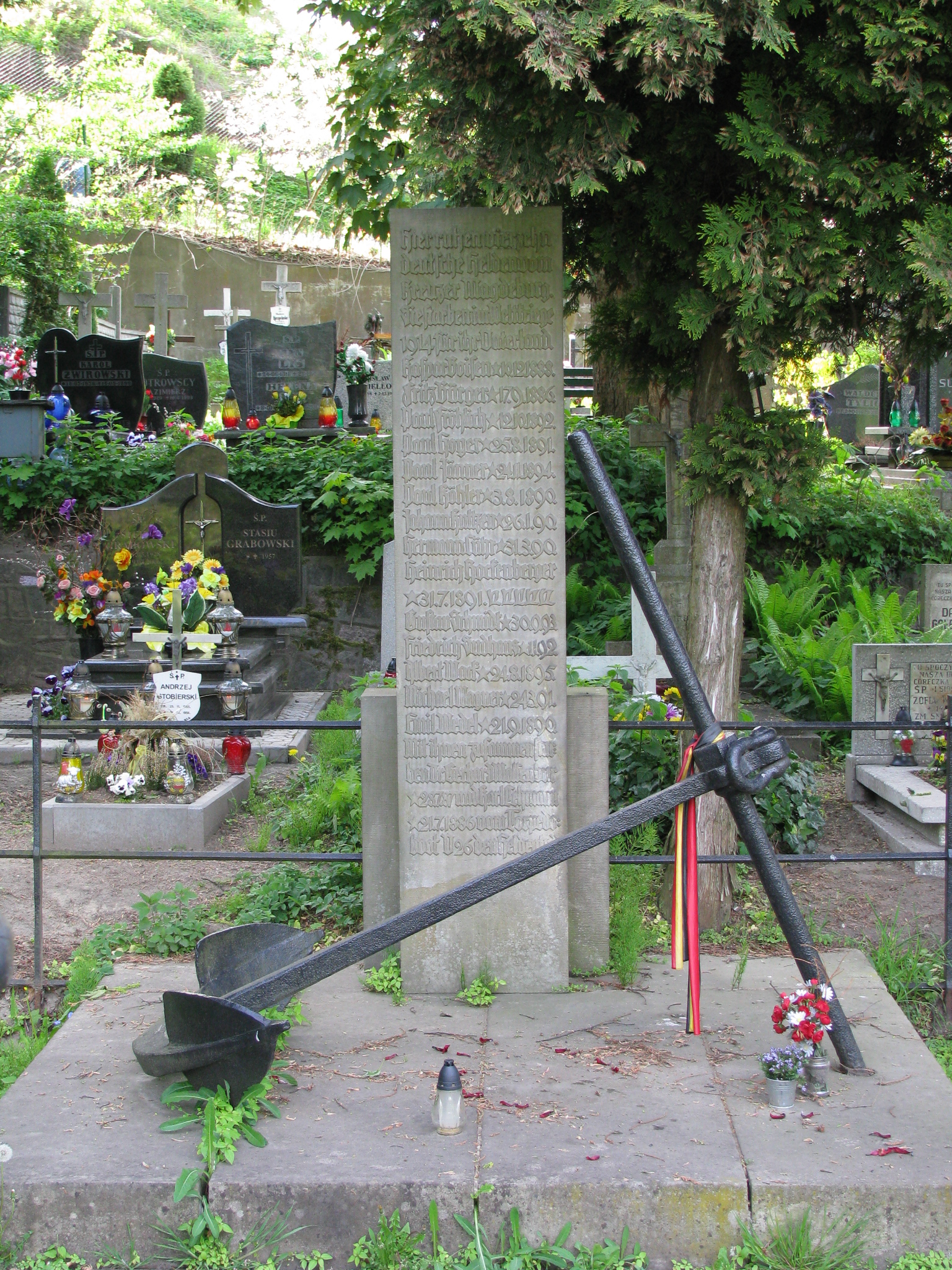
Zbiorowa mogiła marynarzy z SMS „Magdeburg” na cmentarzu garnizonowym w Gdańsku

Rosjanie przejęli i spenetrowali wrak i jego okolice, znajdując cenne dokumenty, które zostały wyrzucone, lecz odnalezione przez nurków. Wśród nich były książki kodowe i sygnałowe Kaiserliche Marine, mapy i dziennik pokładowy. Jedna z ksiąg szyfrów została przekazana w darze Brytyjczykom, którzy zorganizowali w ramach wywiadu marynarki komórkę dekryptażu, znaną pod nazwą Room 40. Początkowo rosyjskie dowództwo miało nadzieję na ściągnięcie i odbudowanie okrętu, lecz przeszkodziła temu słabość techniczna sił ratowniczych, a następnie jesienne sztormy, które dodatkowo rozbiły kadłub. Próby ściągnięcia okrętu przez Rosjan nie powiodły się, ale zdjęte z niego armaty posłużyły do uzbrojenia kilku mniejszych jednostek Floty Bałtyckiej.
Ciała poległych 16 marynarzy „Magdeburga” i V 26 zostały pochowane w zbiorowej mogile na Cmentarzu Garnizonowym w Gdańsku. W czasach Wolnego Miasta Gdańska, w rocznicę zatonięcia krążownika, odbywały się przy niej demonstracje patriotyczne z udziałem honorowej kompanii Kriegsmarine. W sierpniu 1939 roku uroczystość ta stała się pretekstem do wpłynięcia do gdańskiego portu pancernika „Schleswig-Holstein”. Faktycznym celem tej wizyty było ostrzelanie polskiej placówki wojskowej na Westerplatte w dniu rozpoczęcia niemieckiej agresji na Polskę.
Nazwę „Magdeburg” użyto w Kaiserliche Marine jeszcze raz, dla nieukończonego krążownika lekkiego typu Cöln.